# Не так страшен чёрт, как его малюют
«Не так страшен чёрт, как его малюют» — русская пословица, означающая «не так страшно что-то на самом деле, как об этом думают и говорят». Близкая по смыслу пословица — У страха глаза велики. Произносится с целью приободрить или утешить собеседника.

## Аналоги
Пословица пришла из иностранного языка, как показывает использование глагола «малюют», происхождением из немецкого (от нем. malen, «рисовать»). Аналогичные по смыслу пословицы есть в английском, арабском, немецком и многих европейских языках:
- Английский: The devil is not so black as he is painted
- Немецкий: Der Teufel ist nicht so schwarz wie man ihn malt
- Французский: ne faut pas faire d’un diable deux[6]
- Испанский: No es tan fiero el leon como lo pintan
- Польский: Nie taki diabeł straszny, jak go malują
- Украинский: Не так страшний чорт, як його малюють[7]
- Болгарский: Дяволът не е толкова черен

## Парафразы, вариации и обыгрывания
Вальтер Харри из Грайфсвальдского университета, составитель словаря «Антипословицы русского народа», назвал эту пословицу абсолютным рекордсменом среди русских пословиц-мифологизмов по числу переделок. Наиболее известный среди таких каламбуров — «Не так страшен чёрт, как его малютки» впервые встречается у Лескова (рассказ «Зимний день») Интересно, что этот парафраз является почти дословным аналогом китайской пословицы — «Легче увидеть самого Янь Уан, чем справиться с чертёнком» (кит. упр. 阎王好见， 小鬼难当, палл. Янь-ван хао цзянь, сяо гуй нань дан).